# 埃尔弗丽德·埃德
埃尔弗丽德·埃德（德語：Elfriede Eder，1970年1月5日—），奥地利女子高山滑雪运动员。她曾代表奥地利参加1994年冬季奥林匹克运动会高山滑雪比赛，获得女子回转银牌。